# Bunjevačko-srpski narodni odbor u Subotici
Bunjevačko-srpski narodni odbor je bilo samoproglašeno prijelazno tijelo vlasti u Subotici. 
5. studenoga 1918. nastojanjem Blaška Rajića, u stanu odvjetnika Vladislava Manojlovića donesena je odluka da se u Subotici osnuje Bunjevačko-srpski narodni odbor. To je sprovedeno u djelo 10. studenoga 1918. na sastanku u velikoj sali kavane hotela Hungária u Subotici.

Šime Milodanović je izabran na čelo tog odbora. Sudionici sastanka koji su izabrali Milodanovića bili su Blaško Rajić, braća Vladislav i Jovan Manojlović (domaćini susreta), Petar Bajić, Gavro Čović, Ilija Kujundžić, Albe Malagurski, Radivoj Miladinović, Stipan Matijević, Andrija Mazić, Đurica Ognjanov, Lazar Orčić, Joso Prćić, Marko Protić, Tošo Segedinčev, Vojislav Stanković, Bogdan Svirčević, Joso Vojnić Hajduk, Ivan Vojnić Tunić i dr. Dvije trećine nazočnih bili su Hrvati a trećina Srbi. Joso Prćić je izabran za tajnika.  Odlučeno je neka se osnuje narodna straža, čiji su pripadnici išli ulicama noseći hrvatske oznake. Odbor je održao nekoliko sjednica; na sjednici od 19. studenoga Joso Prćić bio je proglašen za člana subotičke gradske uprave za vojnog savjetnika (uprava je za članove uglavnom imala Hrvate).  Kad je Stipan Vojnić Tunić s mjesta subotičkog podnačelnika otišao na mjesto velikog župana Baje, naslijedio ga je Joso Prćić.
Odbor je raspušten 26. prosinca 1918. odlukom Narodne uprave za Bačku, Banat i Baranju.